# Габріелла Пескуччі
Габріелла Пескуччі (італ. Gabriella Pescucci; нар. 17 січня 1943 року, Розіньяно Солвай, Італія) — італійська художниця по костюмах, відома своїми роботами в театрі, кіно і телебаченні. Володарка премії «Оскар» за кращий дизайн костюмів в картині «Епоха невинності», двічі лауреатка премії BAFTA за костюми в фільмах «Одного разу в Америці» і «Пригоди барона Мюнгхаузена».

## Кар'єра
Габріелла Пескуччі народилася в Розіньяно Солвай в Тоскані, закінчила Академію мистецтв у Флоренції. Кар'єру в кіно почала наприкінці 1960-х років, як асистентка у дизайнера костюмів П'єро Тозі. У 1970-х роках працювала художником по костюмах в декількох фільмах режисера Джузеппе Патроні Гріффіт («Шкода, що вона блудниця» (1971), «Місце водія» (1974), «Божественне створення» (1975)), а також в картинах Федеріко Фелліні («Репетиція оркестру» (1978) і «Місто жінок» (1980)). Міжнародне визнання Пескуччі здобула 1984 року, з виходом на екрани драми Серджо Леоне «Одного разу в Америці». Робота в фільмі принесла їй першу нагороду від Британської кіноакадемії, другу вона забрала 1990 року за дизайн костюмів в комедії «Пригоди барона Мюнгхаузена», за яку вона також була висунута і на «Оскар», але нагорода тоді їй не дісталася. 1994 року Габріелла Пескуччі все таки була нагороджена «Оскаром» за роботу в костюмований мелодрамі «Епоха невинності», режисера Мартіна Скорсезе.

## Фільмографія
Асистент дизайнера костюмів
- 1969 — Медея / Medea (дизайнер костюмов: П'єро Този) (реж. П'єер Паоло Пазоліні)
- 1970 — Канібали / I cannibali (дизайнер костюмів: Еціо Фриджерио) (реж. Ліліана Кавані)
- 1971 — Смерть в Венеції / Morte a Venezia (дизайнер костюмів: П'єро Тозі) (реж. Лукіно Вісконті)

Дизайнер костюмів
- 1967 — Пригоди Дореліка / Arriva Dorellik (реж. Стено)
- 1968 — Сім братів Черви / I sette fratelli Cervi (реж. Джанні Пуччіні)
- 1970 — Люди проти / Uomini contro (реж. Франческо Розі)
- 1971 — Шкода, що вона блудниця / Addio fratello crudele (реж. Джузеппе Патрони Гриффіт)
- 1972 — Любов помирає / D'amore si muore (реж. Карло Карункіо)
- 1973 — Паоло гарячий / Paolo il caldo (реж. Марко Викарио)
- 1974 — Місце водія / Identikit (реж. Джузеппе Патрони Гриффи)
- 1974 — Справи пристойних людей / Fatti di gente perbene (реж. Мауро Болоньїні)
- 1975 — Божественне створіння / Divina creatura (реж. Джузеппе Патрони Гріффіт)
- 1976 — Per amore di Cesarina (реж. Витторио Синдони)
- 1976 — Спадок Феррамонті / L'eredità Ferramonti (реж. Мауро Болоньїні)
- 1977 — Чайка / Il gabbiano (реж. Марко Беллоккйо)
- 1978 — Репетиція оркестру / Prova d'orchestra (реж. Федеріко Фелліні)
- 1980 — Місто жінок / La città delle donne (реж. Федеріко Фелліні)
- 1981 — Три брати / Tre fratelli (реж. Франческо Розі)
- 1981 — Любовна пристрасть / Passione d'amore (реж. Етторе Скола)
- 1982 — Новий світ (Ночь Варенны) / La nuit de Varennes / Il mondo nuovo (реж. Етторе Скола)
- 1984 — Одного разу в Америці / Once Upon a Time in America / C'era una volta in America (реж. Серджо Леоне)
- 1984 — Дагобер / Le bon roi Dagobert (реж. Діно Різі)
- 1984 — Аврора / Qualcosa di biondo (реж. Мауріціо Понці)
- 1985 — Орфей / Orfeo (реж. Клод Горетта)
- 1985 — Трубадур / Il trovatore (реж. Брайан Лардж)
- 1986 — Ім'я троянди / Der Name der Rose (реж. Жан-Жак Анно)
- 1987 — Сім'я / La famiglia (реж. Етторе Скола)
- 1988 — Літо привидів / Haunted Summer (реж. Іван Пассер)
- 1988 — Пригоди барона Мюнгхаузена / The Adventures of Baron Munchausen (реж. Террі Гілліам)
- 1989 — Сплендор[it] / Splendor (реж. Етторе Скола)
- 1989 — Котра година? / Che ora è? (реж. Етторе Скола)
- 1990 — Норма (ТВ) / Norma
- 1992 — Травіата (ТВ) / La traviata (реж. Мануела Крівеллі)
- 1992 — Індокитай / Indochine (реж. Режис Варньє)
- 1993 — Епоха невинності / The Age of Innocence (реж. Мартін Скорсезе)
- 1993 — Заради любові, тільки заради любові / Per amore, solo per amore (реж. Джованні Веронези)
- 1994 — Ніч і мить[en] / The Night and the Moment (реж. Анна Марія Тато)
- 1995 — Соломон і цариця Савська[en] / (ТВ) Solomon & Sheba (реж. Роберт М. Янг)
- 1995 — Червона літера / The Scarlet Letter (реж. Ролан Жоффе)
- 1995 — Раб снів (ТВ) / Slave of Dreams (реж. Роберт М. Янг)
- 1996 — Римський готель / Albergo Roma (реж. Уго Кіті)
- 1996 — Сільська честь (ТВ) / Cavalleria rusticana (реж. Мануела Крівеллі)
- 1998 — Чесна куртизанка / Dangerous Beauty (реж. Маршалл Херсковіц)
- 1998 — Знедолені / Les Misérables (реж. Білле Аугуст)
- 1998 — Манон Леско (ТВ) / Manon Lescaut (реж. Мануела Крівеллі)
- 1998 — Кузина Бетта / Cousin Bette (реж. Дес МакАнуфф)
- 1999 — Сон в літню ніч / A Midsummer Night's Dream (реж. Майкл Хоффман)
- 1999 — Віднайдений час / Le Temps retrouvé (реж. Рауль Руїс)
- 2001 — Бал-маскарад (ТВ) / Un ballo in maschera (реж. Карло Баттістоні)
- 2002 — Загублені в Ла-Манче (документальний) / Lost in La Mancha
- 2003 — Втрачена любов / Perdutoamor (реж. Франко Баттіато)
- 2004 — Ван Хельсинг / Van Helsing (реж. Стівен Соммерс)
- 2004 — Таємний хід / Secret Passage (реж. Адемір Кенович)
- 2005 — Чарлі і шоколадна фабрика / Charlie and the Chocolate Factory (реж. Тім Бертон)
- 2005 — Брати Грімм / The Brothers Grimm (реж. Террі Гілліам)
- 2006 — Donizetti: Don Pasquale (video) (реж. Gabriele Cazzola)
- 2007 — Травіата (ТВ) / La traviata (реж. Maria Paola Longobardo)
- 2007 — Беовульф / Beowulf (реж. Роберт Земекіс)
- 2009 — Агора / Ágora (реж. Алехандро Аменабар)
- 2010 — Перше прекрасне / La prima cosa bella (реж. Паоло Вирзи)
- 2010 — Жінка мого життя / La donna della mia vita (costumes)
- 2011 — Ціле сімейство (короткометражний) / The Wholly Family (реж. Террі Гілліам)
- 2011 — Цукерка / Il gioiellino (реж. Андреа Малайолі)
- 2011—2013 — Борджіа (телесеріал) / The Borgias (реж. Ніл Джордан)
- 2014—2016 — Страшні казки (телесеріал) / Penny Dreadful